# 西千石町
西千石町（にしせんごくちょう）は、鹿児島県鹿児島市の町。旧鹿児島府下西千石馬場町、鹿児島市西千石馬場町。郵便番号は892-0847。人口は2,321人、世帯数は1,493世帯（2020年10月1日現在）。1963年（昭和38年）より西千石町の全域で住居表示を実施している。

## 地理
鹿児島市の中心部、甲突川下流域に位置している。町域の北方には平之町、照国町、南方には加治屋町、山之口町、西方には西田、東方には東千石町が接している。
町域の北端を鹿児島県道24号鹿児島東市来線が東西に通っており、南端には鹿児島県道21号鹿児島中央停車場線が東西に通っている。以前は加治屋町電停より鹿児島市電伊敷線が分岐していたが、1985年（昭和60年）に廃止となった。西端には甲突川が流れており、町域の南東部にあるライオンズ公園には1979年（昭和54年）に除幕された大久保利通像がある。東部には鹿児島市立山下小学校が所在している。

### 町名の由来
西千石町の「千石」はかつて一帯に千石以上の所領をもつ上級武士の屋敷が多くあったことに由来しており、鹿児島城（鶴丸城）を中心として千石を東西に分けた西側に位置していたことに由来する。

## 歴史
江戸時代は鹿児島城下の士屋敷であり、主に上級武士の居住地域であった。明治初期に鹿児島県鹿児島府下の西千石馬場町となった。
1888年（明治21年）に公布された市制（明治21年法律第1号）に基づき、1889年（明治22年）2月2日に官報に掲載された「 市制施行地」（内務省告示第1号）によって鹿児島が市制施行地に指定された。3月5日には鹿児島県令第26号によって鹿児島郡のうち50町村が市制による鹿児島市の区域と定められ、4月1日に市制が施行されたのに伴い、鹿児島郡50町村（山下町、平之馬場町、新照院通町、長田町、冷水通町、上竜尾町、下竜尾町、池之上町、鼓川町、稲荷馬場町、清水馬場町、春日小路町、車町、恵美須町、小川町、和泉屋町、浜町、向江町、栄町、柳町、易居町、中町、金生町、東千石馬場町、西千石馬場町、汐見町、泉町、築町、生産町、六日町、新町、松原通町、船津町、呉服町、大黒町、堀江町、住吉町、新屋敷通町、加治屋町、山之口馬場町、樋之口通町、薬師馬場町、鷹師馬場町、西田町、上之園通町、高麗町、下荒田町、荒田村、西田村、塩屋村）の区域より鹿児島市が成立した。それまでの西千石馬場町は鹿児島市の町名「西千石馬場町」となり、その後1899年（明治32年）には馬場の字を町名から削除し「西千石町」に改称した。
1963年（昭和38年）9月11日には西千石町の全域で住居表示が実施された。

## 人口

### 資料統計
| 統計年次〔年〕     | 世帯数〔世帯〕 | 総人口〔人〕 | 備考  |
| ------------------ | -------------- | ------------ | ----- |
| 明治10年代         | 604            | -            | [ 4 ] |
| 1908年（明治41年） | 371            | 1,731        | [ 4 ] |
| 1922年（大正11年） | 559            | 3,389        | [ 4 ] |
| 1935年（昭和10年） | 635            | 3,490        | [ 4 ] |

### 国勢調査
以下の表は国勢調査による小地域集計が開始された1995年以降の人口の推移である。
| 年                 | 人口  |
| ------------------ | ----- |
| 1995年（平成7年）  | 1,620 |
| 2000年（平成12年） | 1,547 |
| 2005年（平成17年） | 1,885 |
| 2010年（平成22年） | 2,278 |
| 2015年（平成27年） | 2,259 |
| 2020年（令和2年）  | 2,321 |

## 施設

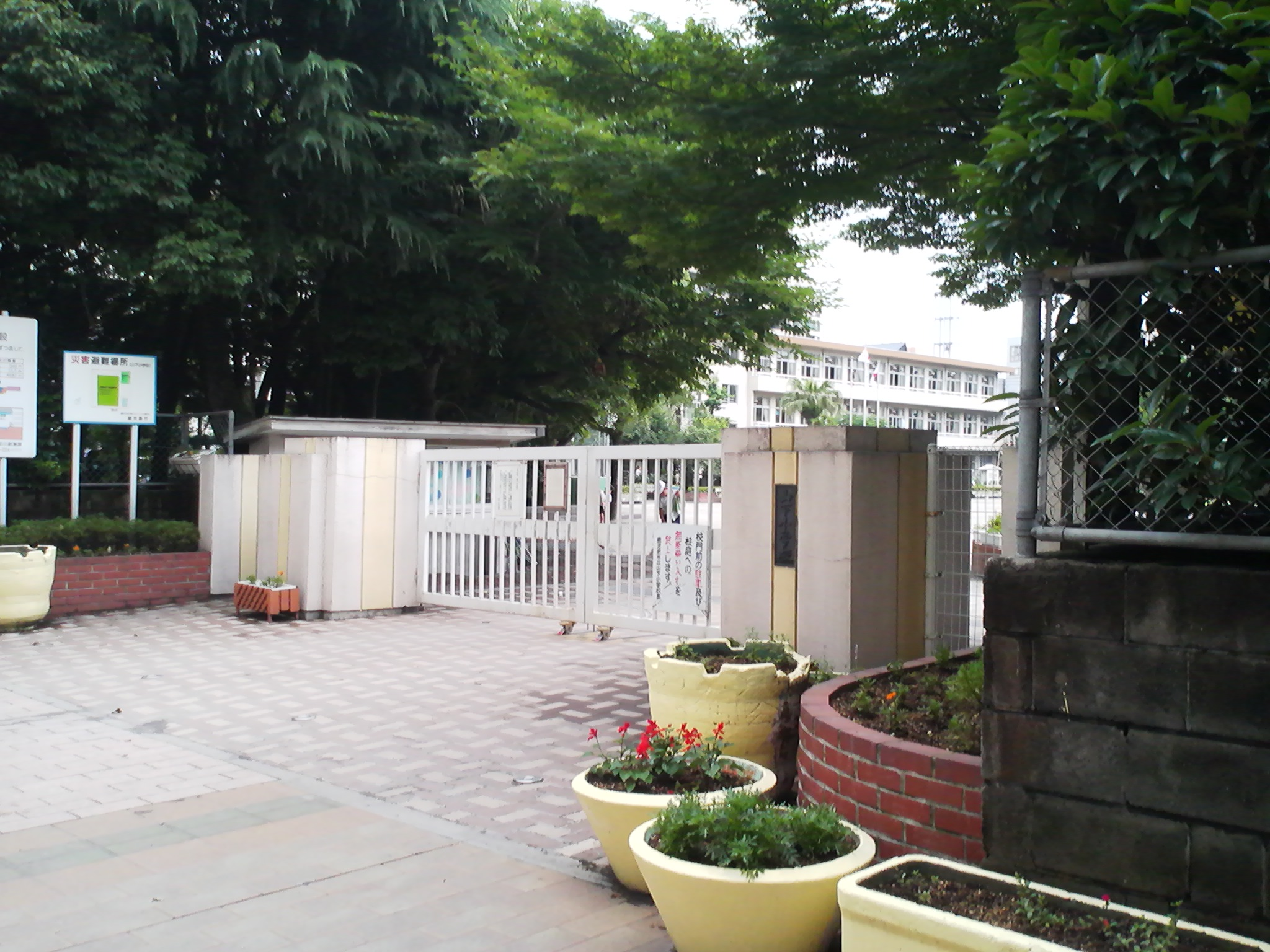
鹿児島市立山下小学校

### 教育
- 鹿児島市立山下小学校[17]

### 寺社
- 大中寺

### 商業
- 鹿児島日産自動車本社
- 鹿児島トヨタ自動車本社

## 小・中学校の学区
市立小・中学校に通う場合、学区（校区）は以下の通りとなる。
| 町丁     | 番   | 小学校               | 中学校               |
| -------- | ---- | -------------------- | -------------------- |
| 西千石町 | 全域 | 鹿児島市立山下小学校 | 鹿児島市立甲東中学校 |

## 交通

### 道路
主要地方道
- 鹿児島県道21号鹿児島中央停車場線
- 鹿児島県道24号鹿児島東市来線

市道
- 天神馬場通り
- 柿本寺通り

## 著名な出身人物

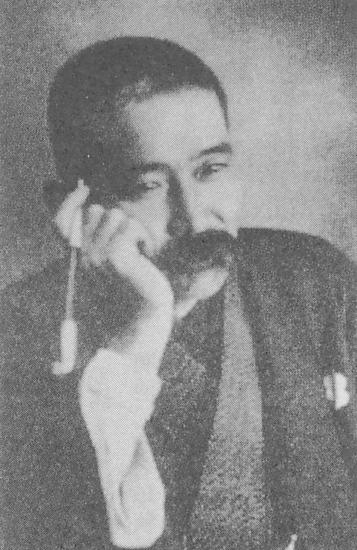
中馬庚

- 中馬庚（教育者、元野球選手）
Baseballを野球と初めて訳した人物として知られており、1970年に野球殿堂入りしている[19]。